# Jusepa Vaca
Josefa Vaca (Madrid, 1589-ibid. 1653) fue una actriz española del Siglo de Oro Español apodada "la Gallarda". Elogiada por dramaturgos de la talla de Lope de Vega o Luis Vélez de Guevara, desató envidias, pasiones y versos envenenados de las más afiladas plumas de la época.

## Biografía
Nacida en el Madrid de Felipe III, Jusepa Vaca fue hija de la comedianta Mariana Vaca y del autor de comedias Juan Ruiz de Mendi. Se casó en 1602 con un popular compañero de farándula, Juan de Morales Medrano, alias "el Bonico" y "el Divino"; juntos llegaron a reunir una considerable riqueza, poco habitual entre los comediantes.
La fama, popularidad y dotes de Jusepa despertaron la admiración de importantes dramaturgos, entre los que destacan Lope, que le rinde homenaje en su comedia Las almenas de Toro, y Vélez de Guevara en La serrana de la Vera. También fue incluida por Cristóbal Suárez de Figueroa en su erudito compendio Plaza universal. Y ya a mediados del siglo XIX, el granadino Torcuato Tárrago la idealizó en varios capítulos de La caza de las palomas (1857), biografía de su paisano de Guadix, Antonio Mira de Amescua.
De manera proporcional, la fama y riqueza de Jusepa y su marido, provocaron que afiladas plumas como las de Francisco de Quevedo, Luis de Góngora o el conde de Villamediana, entre otros, les dedicasen despiadados epigramas. Como ejemplo del contenido de sus 'glosas' servirán de muestra estos versos atribuidos al conde de Lemos:

"Con tanta felpa en la capa
y tanta cadena de oro,
el marido de la Vaca

¿qué pude ser sino toro?"
 Pedro Antonio Fernández de Castro 

### «Diva non casta»
Más allá de la obsesión que pareció perseguir a sus contemporáneos sobre la discutida moralidad de Jusepa Vaca, parecen indiscutibles su belleza y el don escénico de hacerse irresistible e inolvidable. Si podemos fiarnos de la opinión profesional del "Fénix de los Ingenios", habrá que recordar su párrafo en la dedicatoria de Las mocedades de Roldan a don Francisco Diego Zayas, cuando le confiesa haberla escrito "a devoción del gallardo talle, en hábito de hombre de la única representante, Jusepa Vaca, digna de esta memoria, por lo que ha honrado las comedias con la gracia de su acción y la singularidad de su ejemplo". Al parecer, la visión en el escenario de mujeres vestidas de hombre desataba tales pasiones que, muy a pesar de las políticas religiosas de los Austrias sobre los espectáculos, ha dejado una larga lista de nombres de 'comediantas, cómicas o farsantas'..
El erudito especialista Casiano Pellicer, en su Tratado histórico sobre el origen y progreso de la comedia y del histrionismo en España, enumera algunas actrices muy populares haciendo papeles masculinos, como Francisca Baltasara o «La Baltasara», Bárbara Coronel, Micaela Fernández, Francisca Vallejo, Ana Muñoz, Juana de Villalba y María de Navas. Por su parte, la investigadora Lola González añade a las citadas por Pellicer, los nombres de María de Córdoba («Amarilis»), Antonia Granados, María Quiñones, Manuela Escamilla, María Alvarez de Toledo «la Perendenga», Francisca Bezón «la Bezona», Isabel de Castro, Fabiana Laura, Eufrasia María Reina, Andrea de Salazar, Serafina Manuela, Antonia Manuela Sevillano y Margarita Zuazo, entre otras. Todas divas del teatro español del siglo de Oro, quizá «non todas castas».